# Leptoxis occultata
Leptoxis occultata är en snäckart som först beskrevs av H. H. Smith 1922.  Leptoxis occultata ingår i släktet Leptoxis och familjen Pleuroceridae. IUCN kategoriserar arten globalt som utdöd. Inga underarter finns listade i Catalogue of Life.